# Тур Швейцарии 1938
6-й выпуск Тура Швейцарии — шоссейной многодневной велогонки по дорогам Швейцарии. Гонка проводилась с 6 по 13 августа 1938 года. Победу одержал итальянский велогонщик Джованни Валетти.

## Маршрут
Гонка состояла из 8 этапов, общей протяженностью 1683,4 километра.
| Этап | Дата   | Маршрут           | type | Длина (км) | Победитель       | Лидер генеральной классификации |
| ---- | ------ | ----------------- | ---- | ---------- | ---------------- | ------------------------------- |
| 1    | 6 авг  | Берн – Шаффхаузен |      | 270,3      | Арсен Мерш       | Арсен Мерш                      |
| 2    | 7 авг  | Шаффхаузен – Кур  |      | 227        | Ханс Мартин      | Арсен Мерш                      |
| 3    | 8 авг  | Кур – Беллинцона  |      | 127        | Джованни Валетти | Северино Канавези               |
| 4    | 9 авг  | Кур – Сьер        |      | 198,1      | Джованни Валетти | Джованни Валетти                |
| 5    | 11 авг | Сьер – Фрибур     |      | 186,6      | Роберт Циммерман | Джованни Валетти                |
| 6    | 12 авг | Фрибур – Женева   |      | 183,3      | Франс Демондт    | Джованни Валетти                |
| 7    | 13 авг | Женева – Биль     |      | 219,1      | Франсуа Нойен    | Джованни Валетти                |
| 8    | 14 авг | Биль – Берн       |      | 272        | Тео Перре        | Джованни Валетти                |

## Итоговое положение
| \| Генеральная классификация \| Генеральная классификация \| Генеральная классификация \| Генеральная классификация \| Генеральная классификация \| \| Гонщик \| Гонщик \| Команда \| Время \| \| \| ------------------------- \| ------------------------- \| ------------------------- \| ------------------------- \| ------------------------- \| \| 1-й \| Джованни Валетти \| \| 48ч 12' 16 \| \| \| 2-й \| Арсен Мерш \| \| + 12' 49 \| \| \| 3-й \| Северино Канавези \| \| + 16' 20 \| \| \| 4-й \| Вернер Бухвальдер \| \| + 17' 20 \| \| \| 5-й \| Лео Амберг \| \| + 18' 10 \| \| \| 6-й \| Роберт Циммерман \| \| + 20' 07 \| \| \| 7-й \| Чезаре Дель Канчиа \| \| + 20' 58 \| \| \| 8-й \| Эцио Чекки \| \| + 26' 39 \| \| \| 9-й \| Альберт Хендрикс \| \| + 33' 26 \| \| \| 10-й \| Эдгар Бухвальдер \| \| + 34' 29 \| \| |                    |         |            |
| |                    |         |            |
| |                    |         |            |
| Генеральная классификация |                    |         |            |
| Гонщик | Гонщик             | Команда | Время      |
| 1-й | Джованни Валетти   |         | 48ч 12' 16 |
| 2-й | Арсен Мерш         |         | + 12' 49   |
| 3-й | Северино Канавези  |         | + 16' 20   |
| 4-й | Вернер Бухвальдер  |         | + 17' 20   |
| 5-й | Лео Амберг         |         | + 18' 10   |
| 6-й | Роберт Циммерман   |         | + 20' 07   |
| 7-й | Чезаре Дель Канчиа |         | + 20' 58   |
| 8-й | Эцио Чекки         |         | + 26' 39   |
| 9-й | Альберт Хендрикс   |         | + 33' 26   |
| 10-й | Эдгар Бухвальдер   |         | + 34' 29   |

| Горная классификация | Горная классификация | Горная классификация | Горная классификация | Горная классификация |
| Гонщик               | Гонщик               | Команда              | Очки                 |                      |
| -------------------- | -------------------- | -------------------- | -------------------- | -------------------- |
| 1-й                  | Джованни Валетти     |                      | 57 очков             |                      |
| 2-й                  | Роберт Циммерман     |                      | 40 очков             |                      |
| 3-й                  | Чезаре Дель Канчиа   |                      | 40 очков             |                      |

| Горная классификация | Горная классификация | Горная классификация | Горная классификация | Горная классификация |
| Гонщик               | Гонщик               | Команда              | Очки                 |                      |
| -------------------- | -------------------- | -------------------- | -------------------- | -------------------- |
| 1-й                  | Джованни Валетти     |                      | 57 очков             |                      |
| 2-й                  | Роберт Циммерман     |                      | 40 очков             |                      |
| 3-й                  | Чезаре Дель Канчиа   |                      | 40 очков             |                      |

| Командная классификация по времени | Командная классификация по времени | Командная классификация по времени | Командная классификация по времени |
| Команда                            | Команда                            | Время                              |                                    |
| ---------------------------------- | ---------------------------------- | ---------------------------------- | ---------------------------------- |
| 1-й                                | Италия                             | 145ч 15' 05                        |                                    |
| 2-й                                | Швейцария                          | + 17' 06                           |                                    |

| Командная классификация по времени | Командная классификация по времени | Командная классификация по времени | Командная классификация по времени |
| Команда                            | Команда                            | Время                              |                                    |
| ---------------------------------- | ---------------------------------- | ---------------------------------- | ---------------------------------- |
| 1-й                                | Италия                             | 145ч 15' 05                        |                                    |
| 2-й                                | Швейцария                          | + 17' 06                           |                                    |